# Sagatta Dioloff
Ne doit pas être confondu avec Sagatta Gueth.
Sagatta Dioloff est un village du nord-ouest du Sénégal, situé dans le département de Linguère et la région de Louga.
C'est le chef-lieu de l'arrondissement de Sagatta Dioloff.
Comme son nom l'indique, la localité se trouve dans la région historique du Djolof.